# Eduardo Pérez-Landaluce

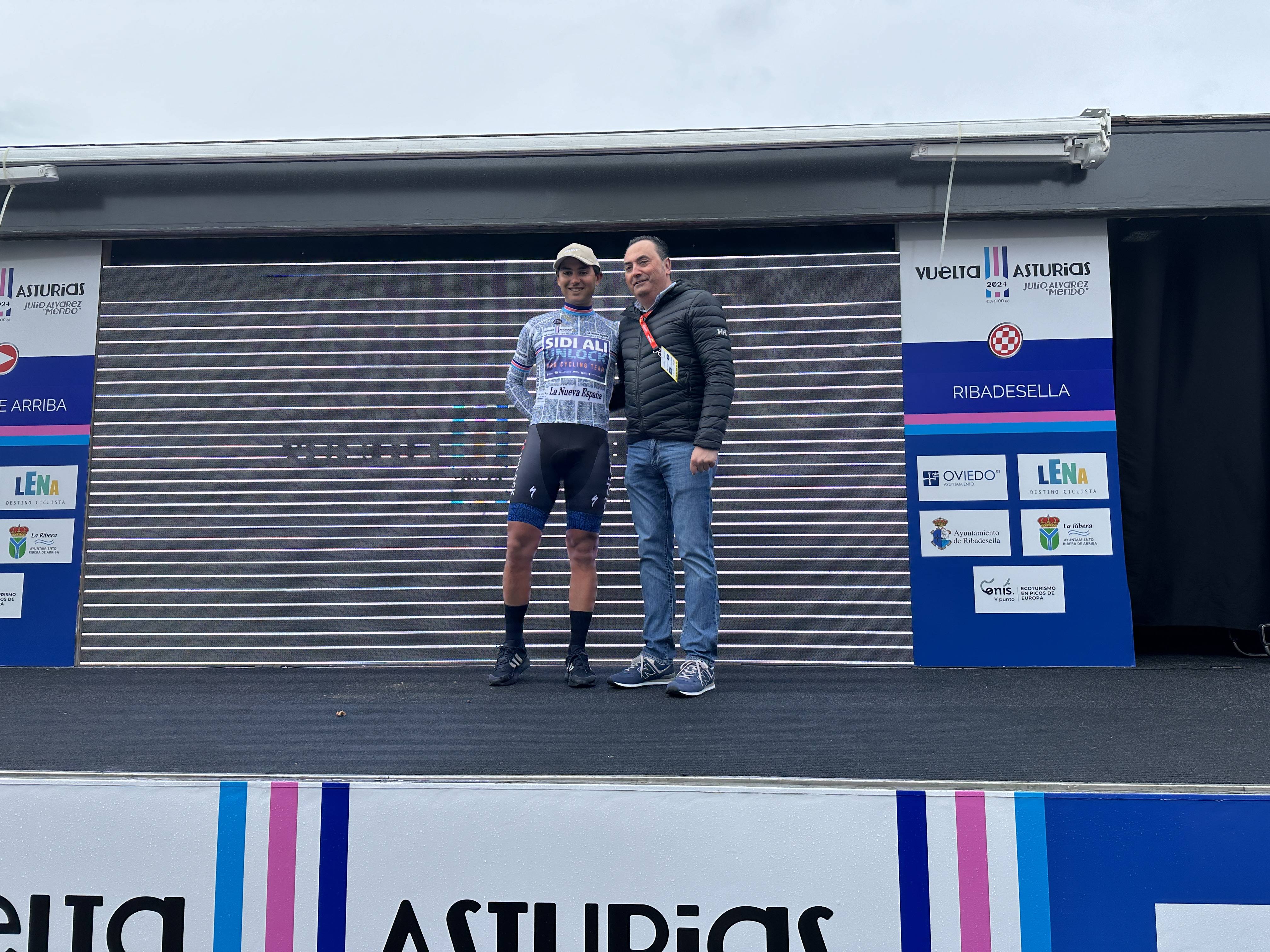
Eduardo Pérez-Landaluce González con el maillot de metas volantes de la Vuelta Ciclista Asturias 2024

Eduardo Pérez-Landaluce (Oviedo, España, 1 de mayo de 1998 ) es un ciclista profesional español especializado en el ciclismo de ruta.

## Trayectoria
Inició su carrera más profesional en el equipo juvenil de la Fundación Alberto Contador, y más tarde se unió a equipos de la categoría U23, como el Polti Kometa Cycling Team. Destacó en la 66 edición de la Vuelta ciclista Asturias, en la cuál obtuvo el maillot de líder de las Metas volantes gracias a dos largas escapadas en la 2.ª y 3.ª etapa.
En el año 2025 fichó por el equipo UCI continental turco Istanbul Büyükșehir Belediye Spor Türkiye.

## Palmarés
2016
- Campeón de Asturias de Contrarreloj Júnior
- Campeón de Asturias de Montaña Júnior
- Ruta Montaña Central de Asturias Júnior:
  - Clasificación general
  - 1.ª etapa
- General Trofeo Astur Cántabro + 5 carreras
- 2.º en la Clásica de Gipuzkoa
- 9.º en el Campeonato de España en Ruta

2017
- Campeón de Asturias de Contrarreloj
- Campeón de Asturias de Montaña
- Debut profesional en la Vuelta Ciclista a Asturias

2018
- 5.º en la general de la Vuelta Ciclista a Segovia
- 3.º en la tercera etapa de la Vuelta Ciclista a Segovia

2019
- Campeón de Asturias en ruta

2020
- 3.º en el Campeonato de España Sub-23 en Ruta
- 22.º en la general del Giro Next Gen
- 11.º en la octava etapa del Giro Next Gen

2021
- Ganador de la 4.ª etapa de la Vuelta a Zamora
- 2.º en la Vuelta a Zamora

2024
- General metas volantes en la Vuelta Ciclista a Asturias
- 16.º en la general del Tour de Marruecos
- 7.º en la segunda etapa del Tour de Marruecos
- 8.º en la novena etapa del Tour de Marruecos